# Adam Weishaupt
Johann Adam Weishaupt (ur. 6 lutego 1748 w Ingolstadt, zm. 18 listopada 1830 w Gocie) – niemiecki filozof, założyciel zakonu iluminatów, zwolennik deizmu i republikanizmu.

## Życiorys
Urodził się 6 lutego 1748 w Ingolstadt, w Elektoracie Bawarii. Jego ojciec Johann Georg Weishaupt (1717–1753) zmarł, gdy Adam miał 5 lat. Wtedy zaopiekował się nim jego ojciec chrzestny, Johann Adam von Ickstatt. Zarówno ojciec, jak i ojciec chrzestny byli profesorami prawa na Uniwersytecie w Ingolstadt. Ickstatt był zwolennikiem filozofii oświecenia i filozofii Christiana Wolffa. Adam Weishaupt rozpoczął edukację w wieku 7 lat w szkole jezuickiej. Potem studiował historię, prawo i filozofię w rodzinnym mieście. W 1768 roku został doktorem prawa, zaś w 1772 został jego profesorem. W tym samym roku ożenił się z Afrą Sausenhofer z Eichstätt. Po tym jak papież Klemens XIV zniósł Zakon Jezuitów w 1773 roku objął on katedrę prawa kanonicznego, dotąd zarezerwowaną tylko dla członków zakonu. W 1775 roku na Uniwersytecie w Getyndze zaznajomił się z filozofią empiryczną Johanna Georga Heinricha Federa. Później obaj stali się przeciwnikami idealizmu Kanta.
Przez jednych uważany był za „entuzjastycznego filantropa” (Thomas Jefferson), przez innych za „wcielonego diabła” (Augustin Barruel).

## Działalność publiczna
Weishaupt miał na celu walkę z „przesądami i ignorancją”, wpisując się w projekt oświeceniowy właściwy swoim czasom. Realizacja tego projektu nie miała jednak mieć miejsca w kontekście pracy u podstaw nowej koncepcji państwowości (co wydawało mu się niewykonalne), ale poprzez stworzenie tajnego stowarzyszenia, by móc wypowiadać się na jego forum w sposób całkowicie wolny ; jego pierwszymi członkami byli studenci Weishaupta.
Pierwszym stowarzyszeniem, założonym 1 maja 1776 roku, było Bund der Perfektibilisten („Koło Doskonalących się”), w którym przyjął pseudonim Spartakus. Organizacja ta jednak nie spełniła jego oczekiwań, tak jak i obserwowane z pewnego dystansu loże masońskie. Tworzy zatem Illuminatenorden, stowarzyszenie mające na celu propagowanie wartości Rewolucji francuskiej (wolność, równość i braterstwo), podkreślając, ze wiedza oświeceniowa nie oznacza znajomości rzeczy abstrakcyjnych, które „napawają ducha niepotrzebną dumą”, ale znajomości rzeczy praktycznych, które czynią ludzi lepszymi.
W 1780 roku, Weishaupt spotkał masona barona Knigge, współpracując z którym rozwinął swoje stowarzyszenie. Według Mouniera, Knigge był osobą o wątpliwej reputacji, która sprawiła, że ideały oświeceniowe Illuminati zeszły na drugi plan, a ceremonie inicjacyjne i hierarchia instytucjonalna zaczęły być coraz istotniejsze. Knigge opuścił Iluminatów w 1783 roku, w atmosferze kłótni (prawdopodobnie wiedział także, że wkrótce Karol IV Teodor Wittelsbach zakaże wszelkich tajnych stowarzyszeń w Bawarii).
Od roku 1784 Weishaupt musiał się ukrywać w wyniku zakazów wprowadzonych przez Karola IV Wittelsbacha, stracił pracę na uniwersytecie (1785) i znalazł schronienie w mieście Gotha, gdzie mieszkał do końca życia, i gdzie napisał większość swoich dzieł. Pozostawił po sobie żonę Annę Marię (ur. Sausenhofer) i dzieci (Nanette, Charlotte, Ernst, Karl, Eduard i Alfred).
Weishaupt był empirystą i, jak widać w jego Über die Schrecken des Todes – eine philosophische Rede (1786), bliski był filozofii stoicyzmu: człowiek powinien szukać źródła swojego nieszczęścia wyłącznie w sobie samym. Najważniejszym (i najgroźniejszym) z tych źródeł jest, zdaniem Weishaupta, strach przed śmiercią, który czyni z człowieka niewolnika.
Weishaupt wierzył, że książęta i narody znikną z powierzchni ziemi bez użycia przemocy, rasa ludzka stanie się jedną rodziną, a świat - siedzibą ludzi rozumnych.

## Dzieła (tytuły oryginalne)

### O Illuminatach
- (1786) Apologie der Illuminaten, ISBN 978-3-7448-1853-7.
- (1786) Vollständige Geschichte der Verfolgung der Illuminaten in Bayern.
- (1786) Schilderung der Illuminaten.
- (1787) Einleitung zu meiner Apologie.
- (1787) [Einige Originalschriften des Illuminatenordens...]
- (1787) [Nachtrage von weitern Originalschriften...] Google Books
- (1787) Kurze Rechtfertigung meiner Absichten.
- (1787) Nachtrag zur Rechtfertigung meiner Absichten.
- (1787) Apologie des Mißvergnügens und des Übels.
- (1787) Das Verbesserte System der Illuminaten.
- (1788) Der ächte Illuminatus Tede, oder die wahren, unverbesserten Rituale der Illuminaten.
- (1795) Pythagoras, oder Betrachtungen über die geheime Welt- und Regierungskunst.

### Prace filozoficzne
- (1775) De Lapsu Academiarum Commentatio Politica.
- (1786) Über die Schrecken des Todes – eine philosophische Rede.
  - (fr.) Discours Philosophique sur les Frayeurs de la Mort (1788). Gallica
- (1786) Über Materialismus und Idealismus. Google Books Torino (Internet Archive)
- (1788) Geschichte der Vervollkommnung des menschlichen Geschlechts.
- (1788) Über die Gründe und Gewißheit der Menschlichen Erkenntniß.
- (1788) Über die Kantischen Anschauungen und Erscheinungen.
- (1788) Zweifel über die Kantischen Begriffe von Zeit und Raum.
- (1793) Über Wahrheit und sittliche Vollkommenheit.
- (1794) Über die Lehre von den Gründen und Ursachen aller Dinge.
- (1794) Über die Selbsterkenntnis, ihre Hindernisse und Vorteile.
- (1797) Über die Zwecke oder Finalursachen.
- (1802) Über die Hindernisse der baierischen Industrie und Bevölkerung.
- (1804) Die Leuchte des Diogenes.
  - (ang.) Diogenes Lamp (Tr. Amelia Gill, Ed. Andrew Swanlund).
- (1817) Über die Staats-Ausgaben und Auflagen. Google Books
- (1818) Über das Besteuerungs-System.